# Jean-Pierre Raffarin
Jean-Pierre Raffarin (* 4. srpna 1948 Poitiers) je francouzský konzervativní politik a senátor za departement Vienne.

## Biografie
Absolvoval Obchodní školu v Paříži a také práva. V letech 1988–1995 byl poslancem Evropského parlamentu, v letech 1995–1997 ministrem pro malé a střední podniky a od 6. května 2002 do 31. května 2005 francouzským premiérem. Rezignoval vzápětí poté, co Francouzi zamítli v referendu návrh Evropské ústavní smlouvy.
V letech 2011 až 2014 byl místopředsedou Senátu. V roce 2017 se vzdal postu senátora a zaměřil se na činnost v nevládní organizaci Leaders for Peace. V prezidentských volbách 2022 podpořil Emmanuela Macrona. Je znám blízkými vztahy s čínským režimem a odmítáním nezávislosti Tchaj-wanu. Vydal knihy Ce que la Chine nous a appris a Chine, le grand paradoxe a v roce 2019 mu byla udělena Medaile přátelství.